# Xã Loyalsock, Quận Lycoming, Pennsylvania
Xã Loyalsock (tiếng Anh: Loyalsock Township) là một xã thuộc quận Lycoming, tiểu bang Pennsylvania, Hoa Kỳ. Năm 2010, dân số của xã này là 11.026 người.